# یولچی بی‌لی
یولچی بی‌لی (به لاتین: Yolçubəyli) یک منطقه مسکونی در جمهوری آذربایجان است که در شهرستان صابرآباد واقع شده‌است. یولچی بی‌لی ۳۴۸۴ نفر جمعیت دارد.